# Philonicus vagans
Philonicus vagans är en tvåvingeart som först beskrevs av Christian Rudolph Wilhelm Wiedemann 1828.  Philonicus vagans ingår i släktet Philonicus och familjen rovflugor. Inga underarter finns listade i Catalogue of Life.